# Pristimantis gaigei
Pristimantis gaigei là một loài động vật lưỡng cư trong họ Strabomantidae, thuộc bộ Anura. Loài này được Dunn mô tả khoa học đầu tiên năm 1931.

## Hình ảnh

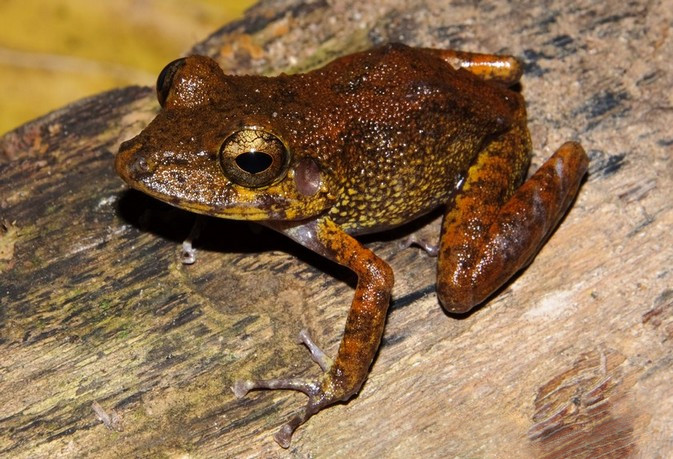